# Batalha de El Guettar
A Batalha de El Guettar foi um confronto que ocorreu entre março e abril de 1943 durante a Campanha da Tunísia na Segunda Guerra Mundial, travado entre forças alemães e italianas sob o comando dos generais Hans-Jürgen von Arnim e Giovanni Messe, contra um corpo norte-americano liderado pelo tenente-general George S. Patton. Foi a primeira batalha que forças dos Estados Unidos conseguiram derrotar as unidades de tanque mais experientes da Alemanha, porém o prosseguimento do confronto foi inconclusivo.